# NGC 5393
NGC 5393 (другие обозначения — ESO 445-87, MCG -5-33-35, IRAS13576-2838, PGC 49863) — спиральная галактика (Sa) в созвездии Гидра.
Этот объект входит в число перечисленных в оригинальной редакции «Нового общего каталога».
В галактике вспыхнула сверхновая SN 2003bu типа Ic, её пиковая видимая звездная величина составила 17,5.